# ウィークエンド・アウェイ
ウィークエンド・アウェイ（The Weekend Away）は2022年に制作されたアメリカ合衆国のサスペンス・スリラー映画。
監督は キム・ファラント。主演にレイトン・ミースター。

## あらすじ
結婚して子供も持ち幸せな生活を送っている女性ベスは何か夫に満たされずにクロアチアに住む女友達のケイトを訪れ女同士2人で旅行を楽しむつもりだったが、ケイトが突然姿を消してしまう。残されたベスは真相を求め、ケイトを見つけようとして奔走する。やがて彼女は、嘘と裏切りの渦に巻き込まれていく。

## キャスト
- ベス- レイトン・ミースター（吹替:佐古真弓）
- ケイト- クリスティーナ・ウルフ（吹替: 織江珠生）
- ゼイン- ジアド・バクリ（吹替:中川慶一）
- ロブ- ルーク・ノリス　（吹替:西健亮）

## スタッフ
監督： キム・ファラント
配給： Netflix
撮影： ノア・グリーンバーグ
製作総指揮： サラ・オルダーソン、 カリ・ハットフィールド、 アンドリュー・ノーブル